# شتيفاني هاينزمان
ستيفانى هاينزمان (ولدت 10 مارس 1989 ايهولز، فاليس، سويسرا)، وهي مغنية جاز-سولو سويسرية.

## عملهاالموسيقى
بدأت مسيرتها الموسيقية في عام 2005 ، وذلك من خلال الانضمام الي فرقة (بيجفيش) للروك. وبعد ذلك دخلت إلى إحدى مسابقات الموسيقى التي أقامها ستيفان راب في بدايات عام 2008 ، واشتهرت بعد ذلك بادائها بالأغاني التي قدمتها (SSDSDSSWEMUGABRTLAD)، وقد انضمت الي هذه المسابقة بصفتها ألمانية وقد قدمت نفسها في (Stefan sucht den Superstar, der singen soll, was er möchte, und gerne auch bei RTL auftreten darf) وكان ذلك من الأهداف التي ارادت الوصول إليها. وفي التركية قالت ستيفانى هاينزمان (غنت الأغنية التي ارادتها، وتحركت بسهولة في العرض المسرحى، وكانت تبحث عن الوصول لنجمة).
وبالوصول الي نهائيات هذه المسابقة من ضمن أفضل 20 متسابق، وقد غنت العديد من الأغاني المختلفة الجاز-السولو مثل ميسى جراى، نورا جونز، وجوس ستون، وبذلك أصبحت واحدة من أفضل 3 من المسابقين في المسابقة. وفي نهاية هذه المسابقة في 10 يناير 2008 حصلت بفارق اصوات الجمهور على المركز الأول، وتفوقت بذلك على منافسيها الآخرين، وبعدها وقعت عقد مع يونيفرسال ميوزيك.
وقالت في الحفل النهائي للمسابقة (ان رجلى هو الرجل المتوسط)، ولكن بعد انتهاء المسابقى اعلنت بعدها بيوم أنها عزباء على المسرح. وبعدها بفترة أصبحت المغنية الأولى في سويسرا، وأصبحت العاشرة في النمسا وألمانيا.وبعدها أطلقت أول ألبوم لها وهو (المخطط الرئيسى/مستربلان)، وأعلنت عنه في 7 مارس 2008.

## الألبومات
| العام | الألبوم    | سواى | جير | اوت | ايو |
| ----- | ---------- | ---- | --- | --- | --- |
| 2008  | ماستر بلان | 1    | 3   | 5   | 8   |
| 2009  | نمو الجذور | 4    | 13  | 41  | -   |

### الأغانى المنفردة
| العام | الأغنية المنفردة             | سواى | جير | اوت | تور | ايو | الألبوم                 |
| ----- | ---------------------------- | ---- | --- | --- | --- | --- | ----------------------- |
| 2008  | رجلى هو الرجل المتوسط        | 1    | 3   | 6   | -   | 8   | ماستر بلان              |
| 2008  | مثل الرصاصة                  | 27   | 29  | 53  | -   | 163 | ماستر بلان              |
| 2008  | الثورة                       | 81   | 52  | -   | -   | -   | ماستر بلان              |
| 2008  | الغير مسامح                  | 20   | 10  | 30  | 18  | -   | ماستر بلان (نسخة جديدة) |
| 2009  | لا أحد يستطيع أن يغير تفكيرى | 27   | 36  | 71  | -   | -   | نمو الجذور              |

## الجوائز
ماستر بلان:
-سويسرا الذهب (x1 (+30.000
-ألمانيا الذهب (x1 (+200.000
رجلى هو الرجل المتوسط:
ألمانيا: الذهب (+150.000 )

## الروابطالخارجية
Resmi sitesi

## روابط خارجية
- شتيفاني هاينزمان على موقع IMDb (الإنجليزية)
- شتيفاني هاينزمان على موقع ميوزك برينز (الإنجليزية)
- شتيفاني هاينزمان على موقع أول ميوزيك (الإنجليزية)
- شتيفاني هاينزمان على موقع ديسكوغز (الإنجليزية)